# 1999-es Formula–1 spanyol nagydíj
A spanyol nagydíj volt az 1999-es Formula–1 világbajnokság ötödik futama.

## Futam
A spanyol nagydíjon Häkkinen ötödszörre is megszerezte a pole-t, ezúttal Irvine és Coulthard előtt. A rajtnál Coulthard megelőzte Irvine-t, emellett mindkét Ferrari beragadt a jól rajtoló Jacques Villeneuve BAR-je mögé. McLarenek hamar nagy előnyre tettek szert, Häkkinen győzött, míg Coulthard második helyével a McLaren kettős győzelmet szerzett. A boxkiállásoknál mindkét Ferrari visszaelőzte Villeneuve-öt, Schumacher lett a harmadik.
|         | Rsz. | Versenyző             | Csapat             | Körök | Idő/Kiesések | Rajthely | Pontok |
| ------- | ---- | --------------------- | ------------------ | ----- | ------------ | -------- | ------ |
| 1       | 1    | Mika Häkkinen         | McLaren-Mercedes   | 65    | 1:34:13,665  | 1        | 10     |
| 2       | 2    | David Coulthard       | McLaren-Mercedes   | 65    | +6,238       | 3        | 6      |
| 3       | 3    | Michael Schumacher    | Ferrari            | 65    | +10,845      | 4        | 4      |
| 4       | 4    | Eddie Irvine          | Ferrari            | 65    | +30,182      | 2        | 3      |
| 5       | 6    | Ralf Schumacher       | Williams-Supertec  | 65    | +1:27,208    | 10       | 2      |
| 6       | 19   | Jarno Trulli          | Prost-Peugeot      | 64    | +1 kör       | 9        | 1      |
| 7       | 7    | Damon Hill            | Jordan-Mugen-Honda | 64    | +1 kör       | 11       |        |
| 8       | 23   | Mika Salo             | BAR-Supertec       | 64    | +1 kör       | 16       |        |
| 9       | 9    | Giancarlo Fisichella  | Benetton-Playlife  | 64    | +1 kör       | 13       |        |
| 10      | 10   | Alexander Wurz        | Benetton-Playlife  | 64    | +1 kör       | 18       |        |
| 11      | 14   | Pedro de la Rosa      | Arrows             | 63    | +2 kör       | 19       |        |
| 12      | 15   | Takagi Toranoszuke    | Arrows             | 62    | +3 kör       | 20       |        |
| Kiesett | 20   | Luca Badoer           | Minardi-Ford       | 50    | Kicsúszás    | 22       |        |
| Kiesett | 22   | Jacques Villeneuve    | BAR-Supertec       | 40    | Váltó        | 6        |        |
| Kiesett | 12   | Pedro Diniz           | Sauber-Petronas    | 40    | Erőátvitel   | 12       |        |
| Kiesett | 17   | Johnny Herbert        | Stewart-Ford       | 40    | Erőátvitel   | 14       |        |
| Kiesett | 8    | Heinz-Harald Frentzen | Jordan-Mugen-Honda | 35    | Féltengely   | 8        |        |
| Kiesett | 11   | Jean Alesi            | Sauber-Petronas    | 27    | Erőátvitel   | 5        |        |
| Kiesett | 5    | Alessandro Zanardi    | Williams-Supertec  | 24    | Váltó        | 17       |        |
| Kiesett | 18   | Olivier Panis         | Prost-Peugeot      | 24    | Váltó        | 15       |        |
| Kiesett | 21   | Marc Gené             | Minardi-Ford       | 0     | Váltó        | 21       |        |
| Kizárva | 16   | Rubens Barrichello    | Stewart-Ford       | 64    | Kizárva      | 7        |        |

## A világbajnokság élmezőnyének állása a verseny után
| H  | Versenyzők            | Pont | H  | Konstruktőrök      | Pont |
| -- | --------------------- | ---- | -- | ------------------ | ---- |
| 1. | Michael Schumacher    | 30   | 1. | Ferrari            | 51   |
| 2. | Mika Häkkinen         | 24   | 2. | McLaren-Mercedes   | 36   |
| 3. | Eddie Irvine          | 21   | 3. | Jordan-Mugen-Honda | 16   |
| 4. | Heinz-Harald Frentzen | 13   | 4. | Williams-Supertec  | 9    |
| 5. | David Coulthard       | 12   | 5. | Benetton-Playlife  | 8    |

### Statisztikák
Vezető helyen:
- Mika Häkkinen 61 (1-23 / 27-44 / 46-65)
- David Coulthard 4 (24-26 / 45)

Mika Häkkinen 11. győzelme, 15. pole-pozíciója, Michael Schumacher 37. leggyorsabb köre.
- McLaren 118. győzelme.